# パルロード赤羽

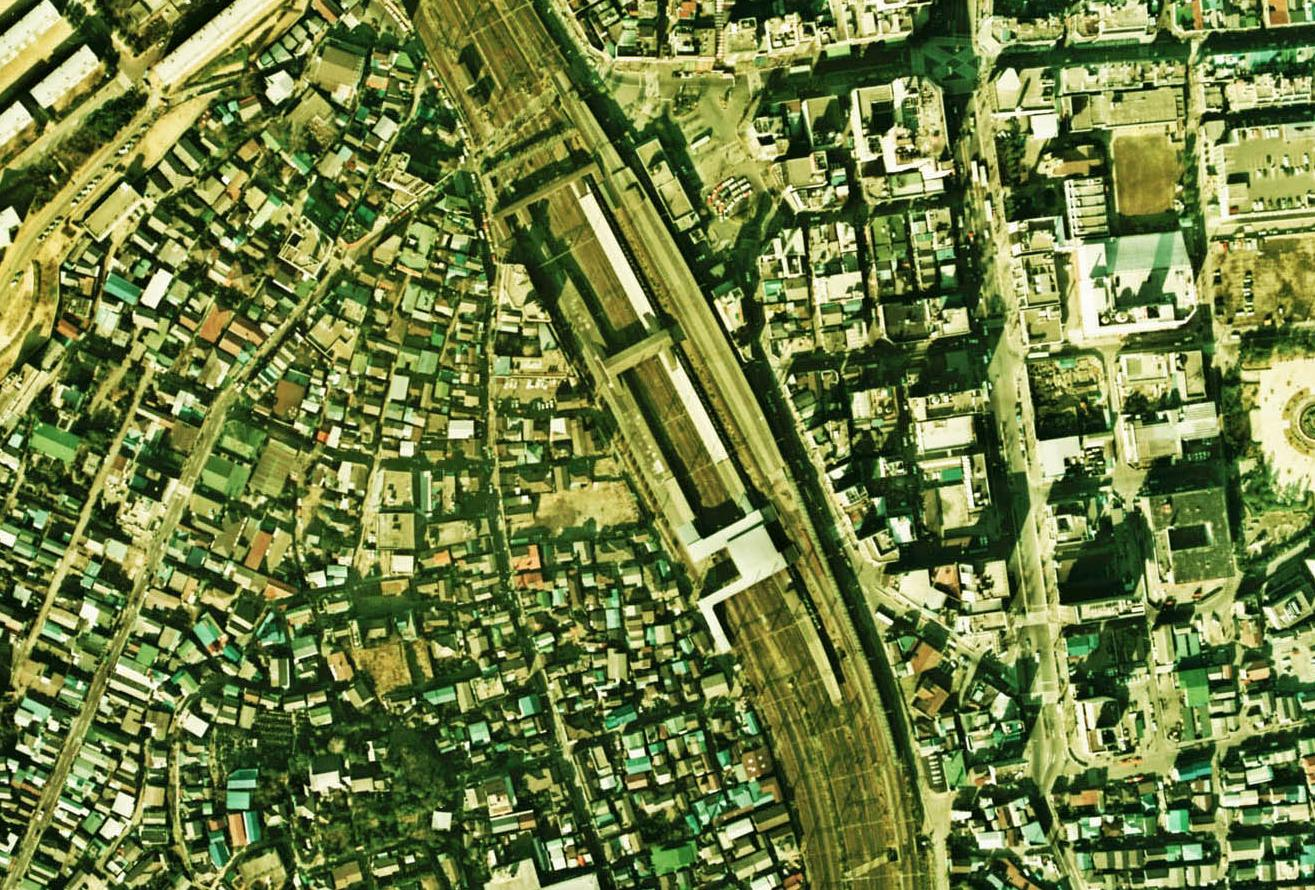
着工前の赤羽駅西口地区

パルロード赤羽（パルロードあかばね）は、東京都北区の赤羽駅西口周辺の再開発地区。

## 概要
赤羽駅西口地区再開発事業としてI期・II期の2段階に分かれて3棟の建築物と駅前広場の整備が行われた。昭和30年代に整備の要望が高まり、1979年（昭和54年）から住宅・都市整備公団（現・都市再生機構）によって事業が始まった。1986年（昭和61年）に1期工事としてパルロードIが完成。2期工事は1982年（昭和57年）から着手し1996年（平成8年）にパルロードII、IIIの工事が完了した。パルロードIIIには千代田区から日本フエルト本社が移転した。公募により「みんなの街」という意味の「パルロード」が愛称として決定した。

## 施設
パルロードI
- アピレ（専門店街）
  - 赤羽アボードI（住宅）

パルロードII
- ビビオ（専門店街）

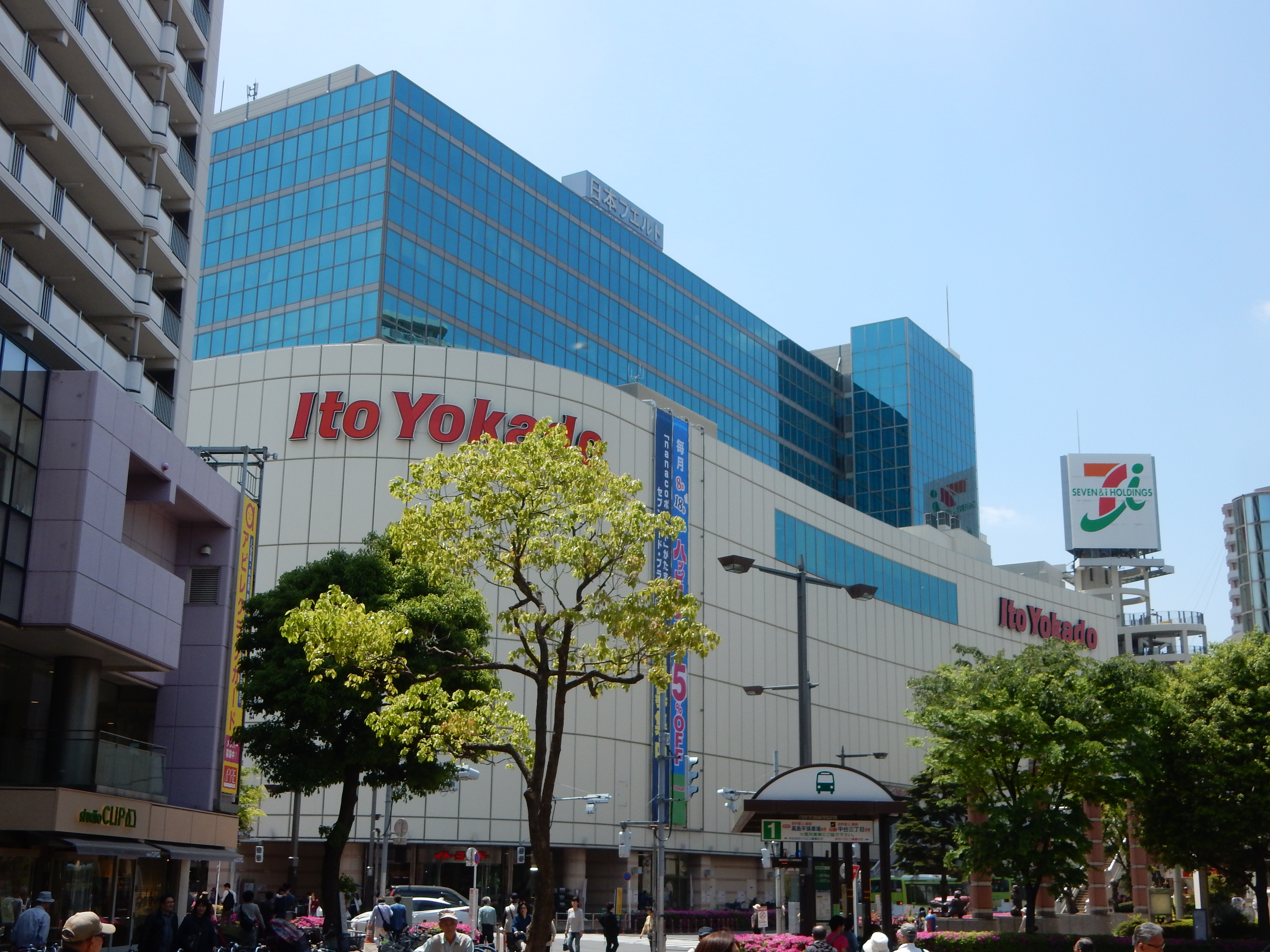
パルロードIII。低層階はイトーヨーカ堂、その上のガラス張りのビルは日本フエルト本社

- 赤羽アボードII（住宅、18階建て高さ66.15m）
- 赤羽文化センター

パルロードIII
- イトーヨーカドー赤羽店
- 日本フエルト（業務フロア）
- ループ館（専門店街）
- パルロード赤羽駐車場・駐輪場